# Lough Gowna
Le Lough Gowna (en irlandais, Loch Gamhna, en anglais, calf lake, le lac du veau) est un lac irlandais situé à la limite des comtés de Longford et de Cavan. Il est alimenté par l'Erne dont il constitue le lac le plus en amont de son cours.

## Vue d'ensemble
Le lac donne son nom au village de Loch Gowna, sur la rive nord-est du lac, dans le comté de Cavan. Le nom original du village était « Scrabby » (« Screabach » en irlandais) et a donné son nom au village et à la paroisse dans lesquels il se trouve.
Cependant, en 1950, après un plébiscite des villageois, le nom a été officiellement changé en Loch Gowna.
Le village sert de centre de services pour le tourisme, avec des hôtels et un nombre important de maisons de vacances dans la région.
Les autres paroisses en bordure du lac sont Colmcille sur les rives ouest et sud, Mullinalaghta sur la rive est et Dromard à l'extrême nord-ouest, le tout dans le comté de Longford ; Mullahoran se trouve à l'extrême est où l'Erne pénètre dans le lac, dans le comté de Cavan.
Les parties nord-ouest et sud-ouest du lac sont reliées par un chenal étroit à Dernaferst (un townland sur la rive ouest (Longford) du lac, mais qui se trouve dans le comté de Cavan). Les rives nord et est du lac sont entourées de tourbières, avec des zones boisées plantées le long des rives sud dans d'anciens domaines seigneuriaux dans les townslands de Derrycassan et Culray. Le lac est considéré comme un site important pour l'hivernage de la sauvagine.
Le lac contient une grande île dans la partie sud-ouest, Inchmore (« Inis Mór » en irlandais, signifiant « grande île »), le site d'un monastère fondé au VIe siècle par saint Colmcille. Le monastère a été attaqué par les Vikings en 804, brûlé et pillé. Au XIIe siècle, l'abbaye se conforma aux règles des augustins et y resta jusqu'à la dissolution des monastères par  Henry VIII en 1543. Le site était encore utilisé comme cimetière par la population locale jusqu'aux premières années du XXe siècle. Les vestiges de l'abbaye sont encore visibles sur l'île. Une cloche de la tour du XVe siècle, réputée du monastère, a été récupérée au XIXe siècle, elle est maintenant dans l'église catholique du village voisin d'Aughnacliffe.
Le Lough Gowna est un centre important pour la pêche de loisirs, ses péninsules boisées entrecoupées de baies et de criques, le rendent attrayant pour le tourisme. Des aires de pique-nique ont été aménagées à Dernaferst et à Dring (à l'extrémité sud du lac).

## Toponymie
Le nom du lac vient d'une légende issue d'un veau surnaturel qui s'est échappé d'un puits dans le village de Rathcor (au sud du lac) et a couru vers le nord avec un ruisseau d'eau du puits le suivant et inondant la zone constituant maintenant le Lac.

## Galerie

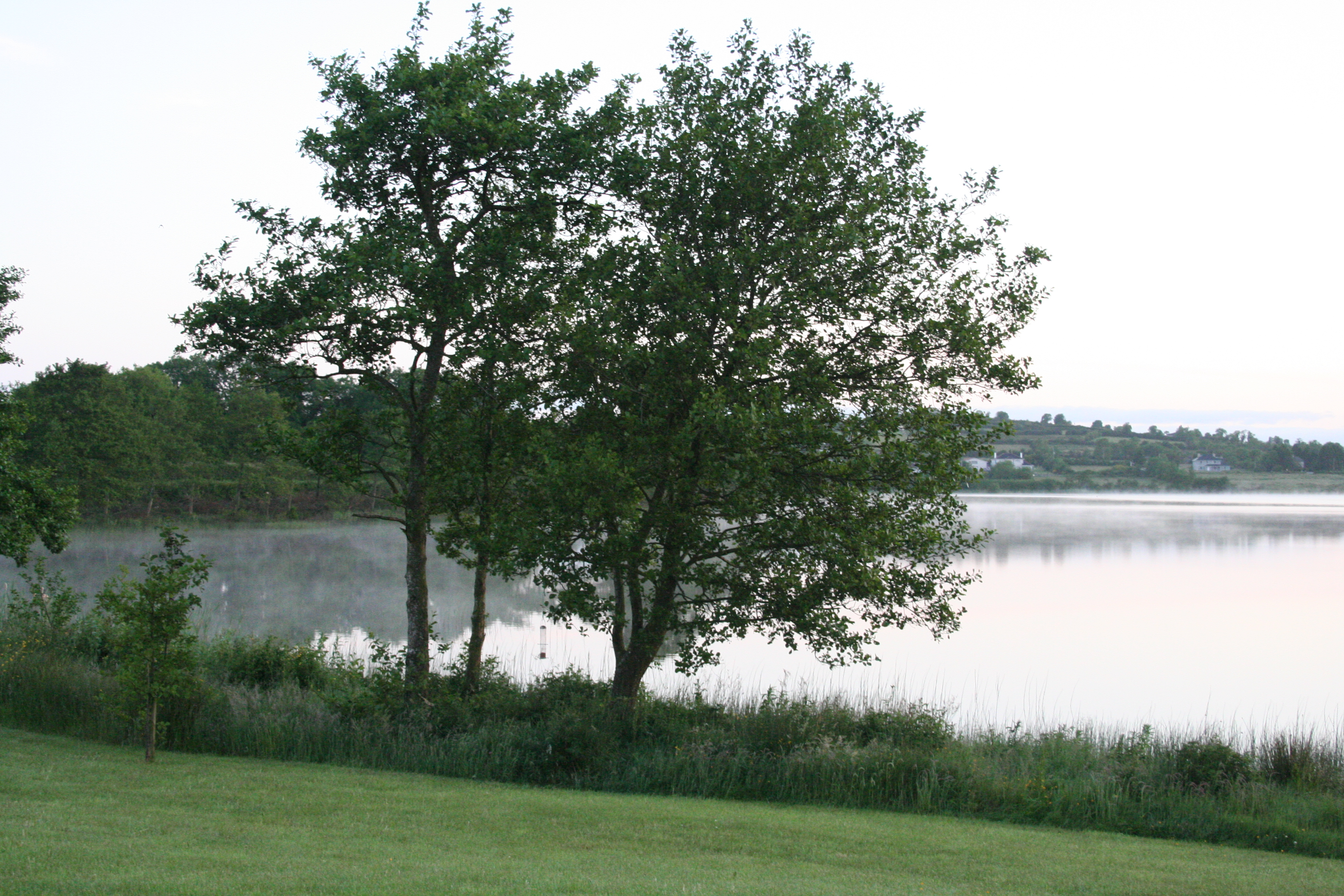
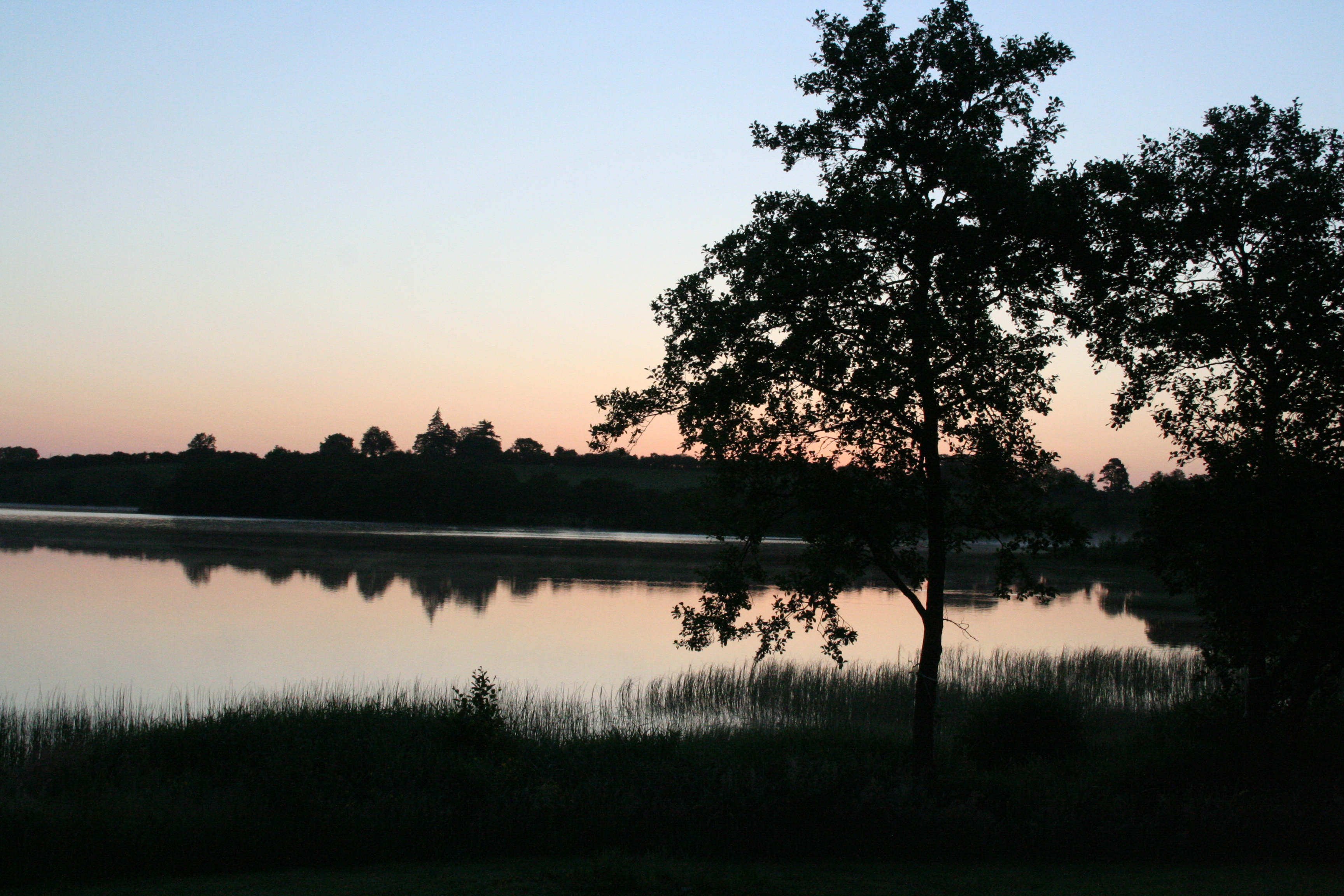